# Robert G. Tapert

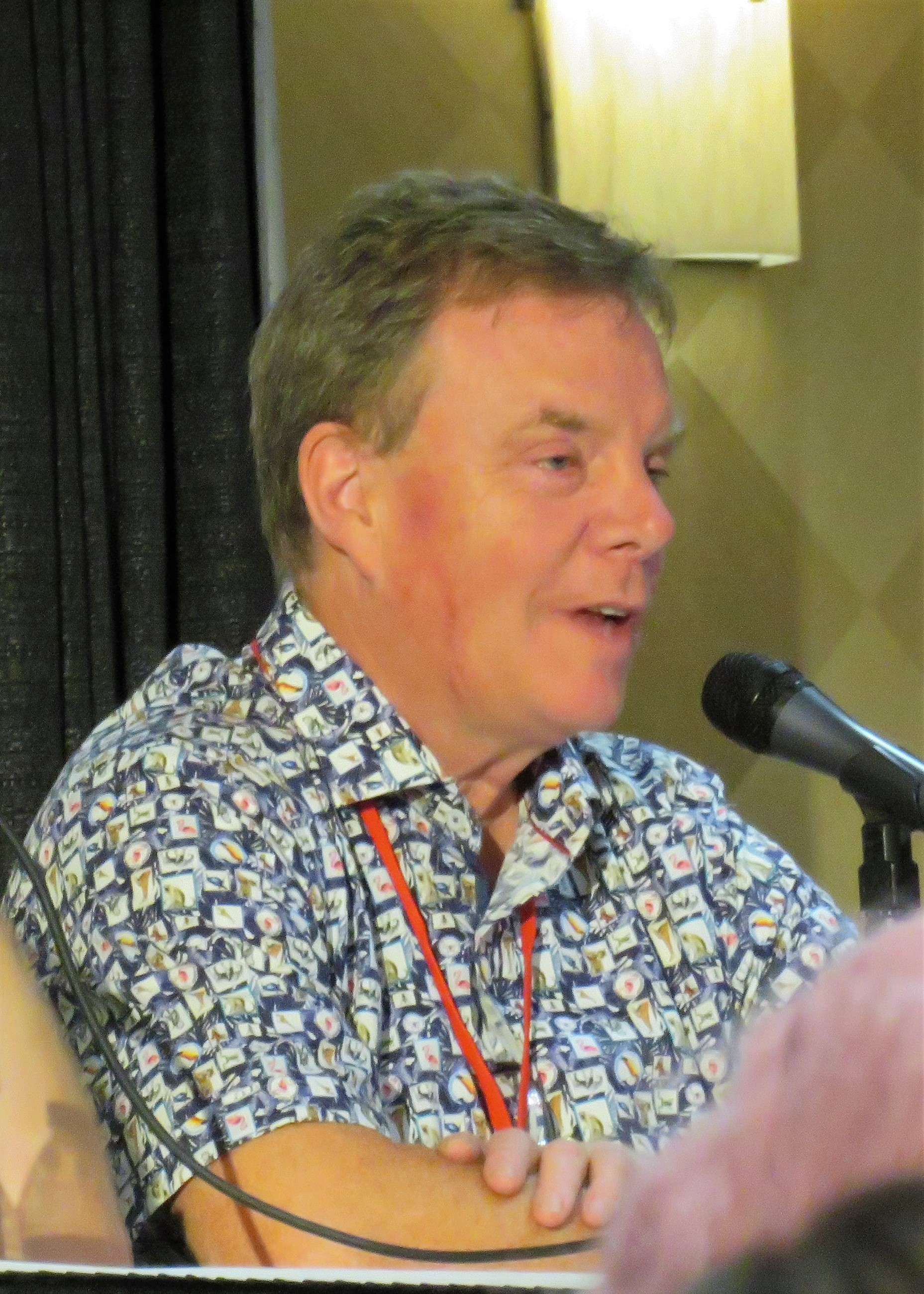
Rob Tapert, 2018

Robert Gerard Tapert (* 14. Mai 1955, oft auch nur Rob Tapert, Robert G. Tapert oder Rip Tapert) ist ein US-amerikanischer Film- und Fernsehproduzent, Drehbuchautor, Regisseur und Schauspieler. Er ist vor allem bekannt geworden durch die Tanz-der-Teufel-Trilogie und die in Neuseeland gedrehten US-Fernsehserien Hercules und Xena – Die Kriegerprinzessin.

## Leben
Robert Gerard Tapert ist Bruder der Schauspielerin Mary Beth Tapert. Bei den Dreharbeiten zu den Fernsehserien Hercules und Xena – Die Kriegerprinzessin lernte er die neuseeländische Schauspielerin Lucy Lawless kennen, die er am 28. März 1998 heiratete und mit der er zwei Söhne hat.
Er studierte an der Michigan State University, wo er sich mit Ivan Raimi ein Zimmer teilte. Durch Ivan lernte er auch dessen Brüder Sam Raimi und Ted Raimi kennen. Aus dieser Zeit stammt auch der Kontakt zu dem Schauspieler Bruce Campbell. Aus dieser Beziehung entstanden einige erfolgreiche Filmprojekte, speziell die Tanz-der-Teufel-Trilogie. Für die Produktion von Tanz der Teufel gründete er 1979 mit Campbell und Sam Raimi die Produktionsfirma Renaissance Pictures. Mit Sam Raimi betreibt er die Produktionsfirma Ghosthouse Productions, die Filme wie The Grudge – Der Fluch und Der Fluch – The Grudge 2 oder Boogeyman – Der schwarze Mann hervorgebracht hat. Mit ihm zusammen produzierte Tapert auch die Serien Hercules und Xena, in denen Ted Raimi und Bruce Campbell als Schauspieler mitwirkten. Tapert selbst war in den beiden Serien ebenfalls immer wieder in kleinen Cameo-Auftritten zu sehen.

## Filmografie
Als Produzent
- 1978: Within The Wood
- 1981: Tanz der Teufel (The Evil Dead)
- 1985: Die Killer-Akademie (Crimewave)
- 1987: Tanz der Teufel II – Jetzt wird noch mehr getanzt (Evil Dead II)
- 1989: Die Girls Gang (Easy Wheels)
- 1990: Darkman
- 1991: Lunatics – Duell der Alpträume (Lunatics: A Love Story)
- 1992: Armee der Finsternis (Army of Darkness)
- 1993: Harte Ziele (Hard Target)
- 1994–1997: M.A.N.T.I.S. (Fernsehserie, 22 Folgen)
- 1994: Darkman II – Durants Rückkehr (Darkman II: The Return of Durant)
- 1994: Hercules und das Amazonenheer (Hercules and the Amazon Women, Fernsehfilm)
- 1994: Hercules und das vergessene Königreich (Hercules and the Lost Kingdom, Fernsehfilm)
- 1994: Hercules und der flammende Ring (Hercules and the Circle of Fire, Fernsehfilm)
- 1994: Hercules im Reich der toten Götter (Hercules in the Underworld, Fernsehfilm)
- 1994: Hercules im Labyrinth des Minotaurus (Hercules in the Maze of the Minotaur, Fernsehfilm)
- 1995: Schneller als der Tod (The Quick and the Dead)
- 1995–1996: American Gothic (Fernsehserie, 22 Folgen)
- 1995–2001: Xena – Die Kriegerprinzessin (Xena: Warrior Princess) (Fernsehserie, 134 Folgen)
- 1996: Darkman III – Das Experiment (Darkman III: Die Darkman Die)
- 1997: Spy Game (Fernsehserie, 4 Folgen)
- 1998–1999: Der junge Hercules (Young Hercules, Fernsehserie, 49 Folgen)
- 1999: Hercules (Fernsehserie, 1 Folge)
- 2000: Jack of All Trades (Fernsehserie, 5 Folgen)
- 2000: The Gift – Die dunkle Gabe (The Gift)
- 2000–2001: Cleopatra 2525 (Fernsehserie, 2 Folgen)
- 2004: The Grudge – Der Fluch (The Grudge)
- 2005: Boogeyman – Der schwarze Mann (Boogeyman)
- 2006: Der Fluch – The Grudge 2 (The Grudge 2)
- 2007: The Messengers
- 2007: Rise: Blood Hunter (Rise)
- 2007: 30 Days of Night
- 2007: Boogeyman 2 – Wenn die Nacht Dein Feind wird (Boogeyman II)
- 2008–2010: Legend of the Seeker – Das Schwert der Wahrheit (Legend of the Seeker) (Fernsehserie, 44 Folgen)
- 2009: 13: Fear Is Real (Fernsehserie, 1 Folge)
- 2009: Messengers 2: The Scarecrow
- 2010: 30 Days of Night: Dark Days
- 2010–2013: Spartacus (Fernsehserie)
- 2011: Spartacus: Gods of the Arena (Miniserie, 2 Folgen)
- 2012: Possession – Das Dunkle in dir (The Possession)
- 2013: Evil Dead
- 2015: Poltergeist
- 2016: Don’t Breathe
- 2020: The Grudge
- 2021: The Unholy
- 2021: Don’t Breathe 2
- 2023: Evil Dead Rise

Als Autor
- 1995–2001: Xena – Die Kriegerprinzessin (Xena: Warrior Princess) (Fernsehserie, 18 Folgen)
- 1996: Hercules (Fernsehserie, 1 Folge)
- 1998–1999: Der junge Hercules (Young Hercules, Fernsehserie, 44 Folgen)
- 2000–2001: Cleopatra 2525 (Fernsehserie, 27 Folgen)
- 2005: Alien Apocalypse